# Šaša
Šaša falu Horvátországban Varasd megyében. Közigazgatásilag Bednjához tartozik.

## Fekvése
Varasdtól 31 km-re, községközpontjától 3 km-re délnyugatra fekszik.

## Története
1857-ben 149, 1910-ben 222 lakosa volt. 1920-ig Varasd vármegye Ivaneci járásához tartozott. 2001-ben 49 háztartása és 140 lakosa volt.

## Külső hivatkozások
- Bednja község hivatalos oldala